# Crisis Actors
Crisis Actors (englisch für Krisenschauspieler) ist eine Science-Fiction-Kurzgeschichte des australischen Schriftstellers Greg Egan. Diese beschreibt die Reise eines Leugners des Klimawandels. Die Kurzgeschichte erschien in der Anthologie Tomorrow’s Parties: Life in the Anthropocene bearbeitet von Jonathan Strahan im Jahr 2022 sowie in der Sammlung Sleep and the Soul im Jahr 2023. After Zero, eine andere Kurzgeschichte der Sammlung, beschäftigt sich ebenfalls mit dem Klimawandel.

## Handlung
Carl lehnt den Klimawandel ab und glaubt darüber hinaus, dass die Berichterstattung über ihre katastrophalen Auswirkungen mit Krisenschauspielern inszeniert sind. Fest entschlossen, das falsche Spiel auffliegen zu lassen, reist Carl in eine von einem Zyklon getroffene Region, aber wird dort nur mit realem Leid konfrontiert.

## Kritik
Russell Letson schreibt im Locus Magazine, dass die Kurzgeschichte eine verkehrt herum gedrehte Intrigenhandlung hat („has a kind of inside-out intrigue plot“) und die enge Erzählweise einen direkt in die Handlungen von Carl einbettet („tight point of view immerses us in Carl’s actions“). Darüber habe die ebenfalls in der Sammlung Sleep and the Soul erschienene Kurzgeschichte Sleep and the Soul eine ähnliche Prämisse, deren Auswirkungen auf den Glauben und Handlungen anderer Menschen die Desillusionen von Carl widerspiegle („the contortions it causes in its holders’ belief systems (and actions) echo Carl’s delusions in Crisis Actors“).
Gary K. Wolfe schreibt im Locus Magazine, dass Greg Egan, von dem eher eine geheimnisvolle Art von Science-Fiction zu erwarten sei, stattdessen eine beißende Satire über Klimawandelleugnung und wissenschaftliche Einstellung abliefere („from whom we might have expected the most arcane variety of hard SF, instead provides a bruising satire of climate deniers and anti-science attitudes“).
Ian Randell schreibt in Physics World, dass Greg Egan ein feinfühlig vielschichtiges Bild von jemandem im Griff des Doppeldenkens zeichne (welcher aufgrund von politischer Indoktrination widersprüchliche Ansichten zu einem Thema akzeptiert), aber jedoch im Einklang mit dem übergreifenden Thema am Ende dennoch Hoffnungsschimmer bietet („Egan paints a delicately layered picture of someone in the grip of doublethink (accepting conflicting views about a subject, mostly due to political indoctrination) that still, in keeping with the book’s overarching theme, offers hints of hope in the end“).